# Liste der Stolpersteine in Stuttgart-Mitte
In der Liste der Stolpersteine in Stuttgart-Mitte sind alle
182
Stolpersteine aufgeführt, die im Stuttgarter Stadtbezirk Stuttgart-Mitte im Rahmen des Projekts des Künstlers Gunter Demnig  verlegt wurden. Auf Betreiben der Stolperstein-Initiative Stuttgart-Mitte wurde der erste Stolperstein am 23. September 2005 gesetzt, der bislang letzte im November 2024.

## Stolpersteine in Stuttgart-Mitte
Die Tabelle ist teilweise sortierbar; die Grundsortierung erfolgt alphabetisch nach dem Verlegeort. Die Spalte Person, Inschrift wird nach dem Namen der Person alphabetisch sortiert.
| Bild | Person, Inschrift | Verlegeort                                             | Verlege- datum | Information |
| ---- | --- | ------------------------------------------------------ | -------------- | --- |
|      | HIER WOHNTE SELMA WEIL JG. 1877 DEPORTIERT 1942 IZBICA ERMORDET                                                                                     | Alexanderstraße 20 (Lage)                              |                | Zu den Geschwistern Selma und Ludwig Weil existiert eine ausführliche Opferbiografie. |
|      | HIER WOHNTE LUDWIG WEIL JG. 1866 DEPORTIERT 1942 THERESIENSTADT ERMORDET IN TREBLINKA                                                               | Alexanderstraße 20 (Lage)                              |                | Zu den Geschwistern Selma und Ludwig Weil existiert eine ausführliche Opferbiografie. |
|      | HIER WOHNTE WALTER LEVI JG. 1899 DEPORTIERT 1941 ERMORDET IN RIGA                                                                                   | Alexanderstraße 81 (Lage)                              |                | |
|      | HIER WOHNTE HANNA LEVI GEB. HIRSCHBERG JG. 1900 DEPORTIERT 1941 ERMORDET IN RIGA                                                                    | Alexanderstraße 81 (Lage)                              |                | |
|      | HIER WOHNTE SOFIE LEVI JG. 1928 DEPORTIERT 1941 ERMORDET IN RIGA                                                                                    | Alexanderstraße 81 (Lage)                              |                | |
|      | HIER WOHNTE ROSE LEVI JG. 1929 DEPORTIERT 1941 ERMORDET IN RIGA                                                                                     | Alexanderstraße 81 (Lage)                              |                | |
|      | HIER WOHNTE ERICH LEVI JG. 1931 DEPORTIERT 1941 ERMORDET IN RIGA                                                                                    | Alexanderstraße 81 (Lage)                              |                | |
|      | HIER WOHNTE AUGUSTE LEVI JG. 1933 DEPORTIERT 1941 ERMORDET IN RIGA                                                                                  | Alexanderstraße 81 (Lage)                              |                | |
|      | HIER WOHNTE ALBERT LEVI JG. 1938 DEPORTIERT 1941 ERMORDET IN RIGA                                                                                   | Alexanderstraße 81 (Lage)                              |                | |
|      | HIER WOHNTE WERNER LEVI JG. 1941 DEPORTIERT 1941 ERMORDET IN RIGA                                                                                   | Alexanderstraße 81 (Lage)                              |                | |
|      | HIER WOHNTE ELSE MAYER GEB. WEINSTOCK JG. 1883 DEPORTIERT 1941 RIGA ERMORDET                                                                        | Blumenstraße 2 (Lage)                                  |                | |
|      | HIER WOHNTE SIGMUND MAYER JG. 1879 DEPORTIERT 1941 RIGA ERMORDET                                                                                    | Blumenstraße 2 (Lage)                                  |                | |
|      | HIER WOHNTE ALBERT KATZ JG. 1913 FLUCHT 1936 BELGIEN 1942 INTERNIERT BREENDONCK DEPORTIERT ERMORDET 1943 AUSCHWITZ                                  | Blumenstraße 27 (Lage)                                 | 19. Mai 2009   | |
|      | HIER WOHNTE CHANA ZANGER GEB. SCHIFF JG. 1886 ABGESCHOBEN 1939 NACH POLEN ERMORDET 1942 IN TARNOW                                                   | Blumenstraße 27 (Lage)                                 | 19. Mai 2009   | |
|      | HIER WOHNTE CHILLY ZANGER JG. 1929 ABGESCHOBEN 1939 NACH POLEN ERMORDET 1942 IN TARNOW                                                              | Blumenstraße 27 (Lage)                                 | 19. Mai 2009   | |
|      | HIER WOHNTE META ZANGER JG. 1927 ABGESCHOBEN 1939 NACH POLEN ERMORDET 1942 IN TARNOW                                                                | Blumenstraße 27 (Lage)                                 | 19. Mai 2009   | |
|      | HIER WOHNTE MOSES ZANGER JG. 1886 ABGESCHOBEN 1939 NACH POLEN ERMORDET 1942 IN TARNOW                                                               | Blumenstraße 27 (Lage)                                 | 19. Mai 2009   | |
|      | HIER WOHNTE SALOMON ZANGER JG. 1924 ABGESCHOBEN 1939 NACH POLEN ERMORDET 1942 IN TARNOW                                                             | Blumenstraße 27 (Lage)                                 | 19. Mai 2009   | |
|      | HIER WOHNTE HELENE CAHN GEB. GOLDBERG JG. 1892 DEPORTIERT 1943 THERESIENSTADT ERMORDET 1944 IN AUSCHWITZ                                            | Breitscheidstraße 2 (Lage)                             |                | |
|      | HIER WOHNTE MAX CAHN JG. 1894 DEPORTIERT 1943 THERESIENSTADT ERMORDET 1944 IN AUSCHWITZ                                                             | Breitscheidstraße 2 (Lage)                             |                | |
|      | HIER WOHNTE KLARA HÜBNER JG. 1886 EINGEWIESEN 1936 HEILANSTALT ZWIEFALTEN 'VERLEGT' 13.8.1940 GRAFENECK ERMORDET 13.8.1940 'AKTION T4'              | Calwer Straße 5 (Lage)                                 | 9. Juni 2021   | Zu Klara Hübner existiert eine Opferbiografie. |
|      | HIER WOHNTE ANNA BLUM GEB. GRÜNWALD JG. 1870 DEPORTIERT 1942 THERESIENSTADT ERMORDET 1942 TREBLINKA                                                 | Charlottenstraße 31 (Lage)                             |                | |
|      | HIER WOHNTE BLUME-SARA FRIEDER-LEHRMANN GEB. KRANZLER JG. 1880 ABGESCHOBEN 1938 POLEN ERMORDET                                                      | Christophstraße 41 (Lage)                              |                | |
|      | HIER WOHNTE CHAIM FRIEDER-LEHRMANN JG. 1882 ABGESCHOBEN 1938 POLEN ERMORDET                                                                         | Christophstraße 41 (Lage)                              |                | |
|      | HIER WOHNTE HANS JEREMIAS JG. 1884 VERHAFTET 1937 'ARBEITSVERWEIGERUNG' 1938 BUCHENWALD ENTLASSEN 1940 TOT AN HAFTFOLGEN 22.4.1942                  | Christophstraße 43 (Lage)                              | 21. Sep. 2020  | Hans Jeremias (1884–1942) war verheiratet und hatte drei Kinder. Nach vergeblicher Arbeitssuche in den 1930er Jahren verweigerte der Kunstmaler Arbeiten im Straßenbau und äußerte sich kritisch über das NS-Regime. Er musste daraufhin den schwarzen Winkel tragen und schwere Arbeiten im KZ Buchenwald verrichten. Im April 1940 wurde er – bereits schwer erkrankt – nach Hause entlassen. Am 22. April 1942 starb Jeremias an einer Lungentuberkulose als Folge der KZ-Arbeit; dies wurde 1947 vom Versorgungsamt Stuttgart anerkannt. |
|      | HIER WOHNTE JOSEF OTTENHEIMER JG. 1882 DEPORTIERT 1941 RIGA ERMORDET 26.3.1942                                                                      | Danneckerstraße 12 (Lage)                              |                | |
|      | HIER WOHNTE MINA OTTENHEIMER GEB. WERTHEIMER JG. 1882 DEPORTIERT 1941 RIGA ERMORDET 26.3.1942                                                       | Danneckerstraße 12 (Lage)                              |                | |
|      | HIER WOHNTE HELENE UNGER JG. 1893 EINGEWIESEN 1937 HEILANSTALT WINNENTAL 'VERLEGT’ 24.6.1940 GRAFENECK ERMORDET 24.6.1940 AKTION T4                 | Danneckerstraße 18 (Lage)                              |                | |
|      | HIER WOHNTE CAECILIE LEWINSOHN JG. 1880 DEPORTIERT 1941 ERMORDET IN RIGA                                                                            | Danneckerstraße 34 (Lage)                              |                | |
|      | HIER WOHNTE WILHELMINE WEINHEIM JG. 1871 DEPORTIERT 1942 THERESIENSTADT TOT 16.4.1943                                                               | Danneckerstraße 37 (Lage)                              |                | |
|      | HIER WOHNTE JULIUS BAER JG. 1887 DEPORTIERT 1942 THERESIENSTADT ERMORDET 1.10.1942                                                                  | Eberhardstraße 1 (Lage)                                | 23. Sep. 2005  | |
|      | HIER WOHNTE MARTHA BAER GEB. ROHRBACHER JG. 1901 DEPORTIERT 1942 THERESIENSTADT ERMORDET 9.10.1944 AUSCHWITZ                                        | Eberhardstraße 1 (Lage)                                |                | |
|      | HIER WOHNTE IGNATZ OPPENHEIM JG. 1889 DEPORTIERT 1943 ERMORDET 1943 IN AUSCHWITZ                                                                    | Eberhardstraße 2 (Lage)                                |                | |
|      | HIER WOHNTE LOTHAR OPPENHEIM JG. 1926 DEPORTIERT 1943 ERMORDET 1943 IN AUSCHWITZ                                                                    | Eberhardstraße 2 (Lage)                                |                | |
|      | HIER WOHNTE MELANIE OPPENHEIM GEB. RICHNOWSKY JG. 1892 DEPORTIERT 1943 ERMORDET 1943 IN AUSCHWITZ                                                   | Eberhardstraße 2 (Lage)                                |                | |
|      | HIER WOHNTE SIEGFRIED SÜSS-SCHÜLEIN JG. 1903 DEPORTIERT 1941 RIGA-JUNGFERNHOF KOWNO/KAUNAS 1944 DACHAU/KAUFERING II ERMORDET 22.12.1944             | Eberhardstraße 2 (Lage)                                | 15. März 2023  | Zu Siegfried und Selma Süss-Schülein existiert eine Opferbiografie. |
|      | HIER WOHNTE SELMA SÜSS-SCHÜLEIN GEB. MEYER JG. 1908 DEPORTIERT 1941 RIGA-JUNGFERNHOF ERMORDET                                                       | Eberhardstraße 2 (Lage)                                | 15. März 2023  | Zu Siegfried und Selma Süss-Schülein existiert eine Opferbiografie. |
|      | HIER WOHNTE ARTHUR RICHNOWSKY JG. 1898 DEPORTIERT 1943 ERMORDET IN AUSCHWITZ                                                                        | Eberhardstraße 33 (Lage)                               |                | |
|      | HIER WOHNTE FRIEDA RICHNOWSKY JG. 1893 DEPORTIERT 1941 RIGA ERMORDET 26.3.1942                                                                      | Eberhardstraße 33 (Lage)                               |                | |
|      | HIER WOHNTE JULIUS BAUMANN JG. 1898 DEPORTIERT 1942 MAUTHAUSEN ERMORDET 1.10.1942                                                                   | Eberhardstraße 35 (Lage)                               | 30. Sep. 2008  | Julius Baumann (* 20. Januar 1898 in Stuttgart; † 1. Oktober 1942 im KZ Mauthausen) war ein Kaufmann und Sportlehrer. 1939 bekam er ein Visum für die Ausreise nach Großbritannien. Baumann verweigerte die Ausreise wegen Verpflichtungen in der israelischen Gemeinde. Als er Obst und Gemüse in der Stuttgarter Markthalle organisierte, was Juden jedoch verboten war, wurde er verhaftet. Über das Schutzhaftlager Welzheim wurde er nach Mauthausen verbracht und dort laut Unterlagen auf der Flucht von hinten erschossen. Sein Grab befindet sich heute auf dem Stuttgarter Pragfriedhof. Die von Leopold Marx 1945 veröffentlichte „Jüdische Ballade“ entstand in Widmung an Baumann. Baumann war vor der Machtübernahme der NSDAP sportlich bei den Stuttgarter Kickers als Leichtathlet sowie Schiedsrichter aktiv. |
|      | HIER WOHNTE BERTA LEVI GEB. BAUMANN JG. 1894 DEPORTIERT 1941 RIGA ERMORDET                                                                          | Eberhardstraße 35 (Lage)                               |                | |
|      | HIER WOHNTE ERNST LEVI JG. 1892 DEPORTIERT 1941 RIGA ERMORDET                                                                                       | Eberhardstraße 35 (Lage)                               |                | |
|      | HIER WOHNTE HANNELORE LEVI VERH. GREVILLE JG. 1928 KINDERTRANSPORT 1939 ENGLAND                                                                     | Eberhardstraße 35 (Lage)                               |                | |
|      | HIER WOHNTE ALICE ALLMEYER GEB. BAUM JG. 1898 DEPORTIERT 1942 TOT 12.12.1942 IN THERESIENSTADT                                                      | Eberhardstraße 49 (Lage)                               |                | |
|      | HIER WOHNTE LEO ALLMEYER JG. 1888 DEPORTIERT 1942 THERESIENSTADT AUSCHWITZ ERMORDET 6.10.1944                                                       | Eberhardstraße 49 (Lage)                               |                | |
|      | HIER WOHNTE EMIL WILHELM STROHHÄCKER JG. 1903 VERHAFTET 1938 KZ SACHSENHAUSEN 1940 KZ MAUTHAUSEN ERMORDET 10.4.1940                                 | Eichstraße 9 (Lage)                                    | 26. Nov. 2024  | Zu Emil Wilhelm Strohhäcker existiert eine Opferbiografie. |
|      | HIER WOHNTE EMMA KEIM JG. 1903 EINGEWIESEN 2.10.1937 HEILANSTALT STETTEN 'VERLEGT' 18.9.1940 GRAFENECK ERMORDET 18.9.1940 'AKTION T4'               | Esslingerstraße 5 (Lage)                               | 27. Okt. 2016  | |
|      | HIER WOHNTE SELMA RUBEN GEB. LEVY JG. 1876 DEPORTIERT 1943 THERESIENSTADT ERMORDET 11.6.1943                                                        | Esslinger Straße 40 (ehemals Charlottenplatz 5) (Lage) | 11. Juli 2018  | |
|      | HIER WOHNTE LEYA CYMBALIST GEB. HEILBEHRIN JG. 1883 DEPORTIERT 1941 RIGA ERMORDET 30.3.1942                                                         | Eugenstraße 6 (Lage)                                   |                | |
|      | HIER WOHNTE NICOLAS CYMBALIST JG. 1881 DEPORTIERT 1941 RIGA ERMORDET 30.3.1942                                                                      | Eugenstraße 6 (Lage)                                   |                | |
|      | HIER WOHNTE MORITZ OLONETZKY JG. 1881 DEPORTIERT 1942 TRANSIT - GHETTO IZBICA ERMORDET                                                              | Fritz-Elsas-Straße 46/48 (Lage)                        | 4. März 2022   | Es gibt zwei Opferbiografien |
|      | HIER WOHNTE PAULA APFELBAUM GEB. OLONETZKY JG. 1906 FLUCHT 1934 PALÄSTINA                                                                           | Fritz-Elsas-Straße 46/48 (Lage)                        | 4. März 2022   | Es gibt zwei Opferbiografien |
|      | HIER WOHNTE EFREM OLONETZKY EFREM ILANI JG. 1910 FLUCHT 1934 PALÄSTINA                                                                              | Fritz-Elsas-Straße 46/48 (Lage)                        | 4. März 2022   | Es gibt zwei Opferbiografien |
|      | HIER WOHNTE AVRAHAM OLONETZKY AVRAHAM ILANI JG. 1913 FLUCHT 1936 PALÄSTINA                                                                          | Fritz-Elsas-Straße 46/48 (Lage)                        | 4. März 2022   | Es gibt zwei Opferbiografien |
|      | HIER WOHNTE BENY OLONETZKY JG. 1917 FLUCHT 1943 SCHWEIZ                                                                                             | Fritz-Elsas-Straße 46/48 (Lage)                        | 4. März 2022   | Es gibt zwei Opferbiografien |
|      | HIER WOHNTE FEIWEL ENGELBERG JG. 1872 DEPORTIERT 1942 THERESIENSTADT ERMORDET 1942 TREBLINKA                                                        | Gaisburgstraße 4B (Lage)                               | 30. Sep. 2008  | |
|      | HIER WOHNTE ANNA ENGELBERG GEB. BALL JG. 1877 DEPORTIERT 1942 THERESIENSTADT ERMORDET 1942 TREBLINKA                                                | Gaisburgstraße 4B (Lage)                               | 30. Sep. 2008  | |
|      | HIER WOHNTE OTTO ROTHSCHILD JG. 1885 DEPORTIERT 1.12.1941 ERMORDET IN RIGA                                                                          | Gaisburgstraße 18 (Lage)                               | 14. März 2008  | Zu Otto Rothschild (Gaisburgstraße 18) existiert eine Opferbiografie. |
|      | HIER WOHNTE THEKLA ROTHSCHILD GEB. WOLLENBERGER JG. 1887 DEPORTIERT 1.12.1941 ERMORDET IN RIGA                                                      | Gaisburgstraße 18 (Lage)                               | 14. März 2008  | |
|      | HIER WOHNTE ANNA INSCHIR GEB. KOPLONOSSKOJA JG. 1883 DEPORTIERT 1942 IZBICA ERMORDET                                                                | Gerberstraße 30 (Lage)                                 |                | |
|      | HIER WOHNTE MARKUS INSCHIR JG. 1876 DEPORTIERT 1942 IZBICA ERMORDET                                                                                 | Gerberstraße 30 (Lage)                                 |                | |
|      | HIER WOHNTE WALTER MARX JG. 1905 DEPORTIERT 1941 RIGA ERMORDET                                                                                      | Gerberstraße 31 (Lage)                                 |                | |
|      | HIER WOHNTE LOUIS KAHN JG. 1868 ZWANGSEVAKUIERT 1942 HERRLINGEN DELLMENSINGEN DEPORTIERT 1942 THERESIENSTADT ERMORDET 8.9.1942                      | Gymnasiumstraße 18B (Lage)                             | 6. Okt. 2009   | |
|      | HIER WOHNTE ARON SCHWEIZER JG. 1909 DEPORTIERT 1943 ERMORDET IN AUSCHWITZ                                                                           | Gymnasiumstraße 23 (Lage)                              |                | |
|      | HIER WOHNTE DR. ABRAHAM SCHWEIZER JG. 1875 DEPORTIERT 1942 THERESIENSTADT ERMORDET 1942 IN TREBLINKA                                                | Gymnasiumstraße 23 (Lage)                              |                | |
|      | HIER WOHNTE ROLF HUGEL JG. 1940 EINGEWIESEN HEILANSTALT EICHBERG 'KINDERFACHABTEILUNG' ERMORDET 8.3.1943                                            | Hauptstätterstraße 54 (Lage)                           | 16. Mai 2024   | Zu Rolf Hugel existiert eine Opferbiografie. |
|      | HIER WOHNTE HELENE LOWY [...] | Haußmannstraße 6 (Lage)                                | 10. Okt. 2010  | |
|      | HIER WOHNTE SOFIE ROSENFELDER [...] | Haußmannstraße 6 (Lage)                                | 10. Okt. 2010  | |
|      | HIER WOHNTE DR. JUR. BERTHOLD BLUM JG. 1877 DEPORTIERT DELLMENSINGEN ERMORDET 5.7.1942                                                              | Haußmannstraße 22 (Lage)                               | 2003           | |
|      | HIER WOHNTE THEKLA BLUM GEB. JACOBI JG. 1884 DEPORTIERT 1942 THERESIENSTADT ERMORDET 1943 IN AUSCHWITZ                                              | Haußmannstraße 22 (Lage)                               | 2003           | |
|      | HIER WOHNTE REGINA ABENDSTERN GEB. PAPPENHEIMER JG. 1881 DEPORTIERT 1941 RIGA ERMORDET                                                              | Hegelstraße (gegenüber Haus Nr. 24) (Lage)             | 28. Apr. 2017  | |
|      | HIER WOHNTE OTTO ABENDSTERN JG. 1904 FLUCHT LUXEMBURG FRANKREICH INTERNIERT DRANCY DEPORTIERT 1942 AUSCHWITZ ERMORDET 24.8.1942                     | Hegelstraße (gegenüber Haus Nr. 24) (Lage)             | 28. Apr. 2017  | |
|      | HIER WOHNTE ISRAEL WEINSTEIN JG. 1871 DEPORTIERT 22.7.1942 THERESIENSTADT ERMORDET 26.8.1942 TREBLINKA                                              | Heilmannstraße 15 (Lage)                               |                | |
|      | HIER WOHNTE LUISE NESIA WEINSTEIN GEB. NECHTSCHIN JG.1878 DEPORTIERT 1942 THERESIENSTADT ERMORDET 26.8.1942 TREBLINKA                               | Heilmannstraße 15 (Lage)                               |                | |
|      | HIER WOHNTE KURT WEINSTEIN [...] | Heilmannstraße 15 (Lage)                               |                | |
|      | HIER WOHNTE OLGA WEINSTEIN [...] | Heilmannstraße 15 (Lage)                               |                | |
|      | HIER WOHNTE PAULA WEINSTEIN [...] | Heilmannstraße 15 (Lage)                               |                | |
|      | HIER WOHNTE SIEGFRIED WEINSTEIN [...] | Heilmannstraße 15 (Lage)                               |                | |
|      | HIER WOHNTE OSIAS DICKER JG. 1886 DEPORTIERT 1941 RIGA FÜR TOT ERKLÄRT                                                                              | Heusteigstraße 17 (Lage)                               | 23. Sep. 2005  | |
|      | HIER WOHNTE SELMA DICKER GEB. SPINDEL JG. 1892 DEPORTIERT 1941 RIGA FÜR TOT ERKLÄRT                                                                 | Heusteigstraße 17 (Lage)                               | 23. Sep. 2005  | |
|      | HIER WOHNTE MARGARETE KÖNIGSHÖFER JG. 1887 DEPORTIERT 1941 RIGA ERMORDET 26.3.1942                                                                  | Hohenheimer Straße 67 (Lage)                           | 5. Okt. 2009   | |
|      | HIER WOHNTE ARTHUR HIRSCH JG. 1886 VERHAFTET 9.11.1938 DACHAU ERMORDET 8.12.1938                                                                    | Hospitalstraße 21B (Lage)                              | 6. Okt. 2009   | |
|      | HIER WOHNTE GRETCHEN ADELSHEIMER GEB. SELIGMANN JG. 1886 DEPORTIERT 1942 THERESIENSTADT ERMORDET 19.10.1944 AUSCHWITZ                               | Hospitalstraße 36 (Lage)                               | 6. Okt. 2009   | |
|      | HIER WOHNTE ALFRED MORITZ FRANKFURTER JG. 1876 GEDEMÜTIGT/ENTRECHTET FLUCHT IN DEN TOD 3.10.1944                                                    | Hospitalstraße 36 (Lage)                               | 6. Okt. 2009   | |
|      | HIER WOHNTE FANNY AUFRICHTIG GEB. VOGELHUT JG. 1880 VERSCHOLLEN IN POLEN                                                                            | Josef-Hirn-Platz 4 (Lage)                              |                | |
|      | HIER WOHNTE ISAAK AUFRICHTIG JG. 1882 DEPORTIERT 1941 ERMORDET IN RIGA                                                                              | Josef-Hirn-Platz 4 (Lage)                              |                | |
|      | HIER WOHNTE LOTTI LASER GEB. STEIGMANN JG. 1885 AUSGEWIESEN TOT 1942 IN POLEN                                                                       | Josef-Hirn-Platz 6 (Lage)                              | 23. Sep. 2005  | |
|      | HIER WOHNTE EDUARD LEITER JG. 1865 DEPORTIERT 1942 THERESIENSTADT ERMORDET 29.9.1942                                                                | Katharinenstraße 35 (Lage)                             | 28. Apr. 2006  | |
|      | HIER WOHNTE ERNESTINE LEITER GEB. NEUMETZGER JG. 1870 DEPORTIERT 1942 THERESIENSTADT ERMORDET 29.9.1942                                             | Katharinenstraße 35 (Lage)                             | 28. Apr. 2006  | |
|      | HIER WOHNTE ARON ROTHSCHILD JG. 1869 DEPORTIERT 1942 THERESIENSTADT 1942 TREBLINKA ERMORDET                                                         | Königstraße 19B (Lage)                                 | 15. Nov. 2018  | Zu Aron Rothschild existiert eine Opferbiografie. |
|      | HIER WOHNTE CLOTHILDE MANNHEIMER GEB. GUTHEIM JG. 1872 DEPORTIERT 1942 THERESIENSTADT ERMORDET 19.9.1942                                            | Königstraße 60 (Lage)                                  |                | |
|      | HIER WOHNTE JAKOB MANNHEIMER JG. 1870 DEPORTIERT 1942 THERESIENSTADT ERMORDET 10.7.1943                                                             | Königstraße 60 (Lage)                                  |                | |
|      | HIER WOHNTE MARTHA LEVI GEB. EDENFELD JG. 1874 DEPORTIERT 1942 THERESIENSTADT ERMORDET 8.9.1942                                                     | Lange Straße 12B (Lage)                                |                | |
|      | HIER WOHNTE LUISE KIRSCHBAUM GEB. LÖFFLER JG. 1865 DEPORTIERT 1942 THERESIENSTADT ERMORDET 1942 IN TREBLINKA                                        | Lange Straße 53 (Lage)                                 | 6. Okt. 2009   | |
|      | HIER WOHNTE IRMA OSTERTAG GEB. KIRSCHBAUM JG. 1891 DEPORTIERT 1942 IZBICA ERMORDET                                                                  | Lange Straße 53 (Lage)                                 | 6. Okt. 2009   | |
|      | HIER WOHNTE LORE OSTERTAG JG. 1922 DEPORTIERT 1942 IZBICA ERMORDET 26.4.1942                                                                        | Lange Straße 53 (Lage)                                 | 6. Okt. 2009   | |
|      | ... OTTO ROTHSCHILD ... | Leuschnerstraße 9 A (Lage)                             | 9. Juni 2021   | Zu Otto Rothschild (Leuschnerstraße 9 A) existiert eine Opferbiografie. |
|      | HIER WOHNTE WILLI KARL APP JG. 1919 VERHAFTET 27.10.1942 DACHAU ERMORDET 14.3.1943 SACHSENHAUSEN                                                    | Leonhardsplatz 15 (Lage)                               |                | |
|      | HIER WOHNTE LINA BAUM GEB. DREIFUSS JG. 1870 DEPORTIERT 22.8.1942 THERESIENSTADT ERMORDET 17.5.1944 IN AUSCHWITZ                                    | Marktplatz 19 (Lage)                                   |                | |
|      | HIER WOHNTE EUGEN PEISAK JG. 1914 DEPORTIERT 1.12.1941 ERMORDET IN RIGA                                                                             | Marktplatz 19 (Lage)                                   |                | |
|      | HIER WOHNTE AUGUSTE GOLDSCHMIDT GEB. WEIL JG. 1880 DEPORTIERT 1942 THERESIENSTADT ERMORDET 8.5.1943                                                 | Moserstraße 13 (Lage)                                  | 28. Apr. 2006  | |
|      | HIER WOHNTE JOSEPH GOLDSCHMIDT JG. 1873 DEPORTIERT 1942 THERESIENSTADT ERMORDET 16.5.1944 AUSCHWITZ                                                 | Moserstraße 13 (Lage)                                  | 28. Apr. 2006  | |
|      | HIER WOHNTE EMIL MARKUS JG. 1887 DEPORTIERT 1944 THERESIENSTADT ERMORDET IN AUSCHWITZ                                                               | Olgastraße 61 (Lage)                                   | 23. Sep. 2005  | Zu Emil Markus existiert eine ausführliche Opferbiografie. |
|      | HIER WOHNTE SIMON TANNE JG. 1864 DEPORTIERT 1942 THERESIENSTADT ERMORDET 1942 TREBLINKA                                                             | Olgastraße 75 (Lage)                                   | 12. Nov. 2013  | |
|      | HIER WOHNTE BELLA WOCHENMARK GEB. FRANKENTHAL JG. 1884 DEPORTIERT 1943 AUSCHWITZ ERMORDET 16.10.1944                                                | Olgastraße 75 (Lage)                                   | 18. Sep. 2012  | |
|      | HIER WOHNTE JOSEF WOCHENMARK RABBINER JG. 1880 GEDEMÜTIGT/ENTRECHTET FLUCHT IN DEN TOD 8.3.1943                                                     | Olgastraße 75 (Lage)                                   | 18. Sep. 2012  | |
|      | HIER WOHNTE ADOLF LAUPHEIMER JG. 1864 ZWANGSUMSIEDLUNG 1942 DELLMENSINGEN DEPORTIERT 1942 THERESIENSTADT TOT 1942                                   | Olgastraße 109 (Lage)                                  | 12. Nov. 2013  | |
|      | HIER WOHNTE MILLY LAUPHEIMER GEB. KANN JG. 1876 ZWANGSUMSIEDLUNG 1942 DELLMENSINGEN DEPORTIERT 1942 THERESIENSTADT ERMORDET 12.5.1944 AUSCHWITZ     | Olgastraße 109 (Lage)                                  | 12. Nov. 2013  | |
|      | HIER WOHNTE MANFRED LAUPHEIMER JG. 1910 FLUCHT 1934 HOLLAND INTERNIERT WESTERBORK DEPORTIERT 1944 ERMORDET IN AUSCHWITZ                             | Olgastraße 109 (Lage)                                  | 12. Nov. 2013  | |
|      | HIER WOHNTE DR. HANS JACOBSOHN JG. 1885 DEPORTIERT 1941 RIGA ERMORDET 1942                                                                          | Pfizerstraße 19 (Lage)                                 | 19. Mai 2009   | |
|      | HIER WOHNTE LUISE JACOBSOHN GEB. MOSKIEWICZ JG. 1889 DEPORTIERT 1941 RIGA ERMORDET 1942                                                             | Pfizerstraße 19 (Lage)                                 | 19. Mai 2009   | |
|      | HIER WOHNTE FRITZ JACOBSOHN JG. 1918 DEPORTIERT 1941 ERMORDET IN RIGA                                                                               | Pfizerstraße 19 (Lage)                                 | 19. Mai 2009   | |
|      | HIER WOHNTE ELISE AMALIE HORWITZ GEB. BLUMENSTIEL JG. 1901 DEPORTIERT 1942 THERESIENSTADT ERMORDET 1944 IN AUSCHWITZ                                | Rosenstraße 35 (Lage)                                  |                | |
|      | HIER WOHNTE MARGOT HORWITZ JG. 1929 DEPORTIERT 1942 THERESIENSTADT ERMORDET 1944 IN AUSCHWITZ                                                       | Rosenstraße 35 (Lage)                                  |                | |
|      | HIER WOHNTE HENRIETTE OTTENHEIMER JG. 1878 GEDEMÜTIGT/ENTRECHTET DEPORTIERT 1942 IZBICA ERMORDET                                                    | Rosenstraße 35 (Lage)                                  |                | |
|      | HIER WOHNTE ERNST SANDER JG. 1894 GEDEMÜTIGT/ENTRECHTET ZWANGSWEISE UMGESIEDELT REXINGEN 1942 TOT 1943 AN DEN FOLGEN                                | Rosenstraße 35 (Lage)                                  |                | |
|      | HIER WOHNTE REBEKKA SANDER GEB. MAYER JG. 1870 DEPORTIERT 1943 ERMORDET 1943 IN THERESIENSTADT                                                      | Rosenstraße 35 (Lage)                                  |                | |
|      | HIER WOHNTE HENOCH LAMPELZ JG. 1887 'POLENAKTION' 1938 BENTSCHEN/ZBASZYN 1941 RIGA ERMORDET                                                         | Rosenstraße 41 (Lage)                                  | 27. Okt. 2016  | |
|      | HIER WOHNTE UDEL LAMPELZ GEB. FISKUS JG. 1891 DEPORTIERT 1941 RIGA ERMORDET                                                                         | Rosenstraße 41 (Lage)                                  | 27. Okt. 2016  | |
|      | HIER WOHNTE JULIUS LAMPELZ JG. 1925 FLUCHT 1940 PALÄSTINA                                                                                           | Rosenstraße 41 (Lage)                                  | 27. Okt. 2016  | |
|      | HIER WOHNTE MAX LAMPELZ JG. 1928 'POLENAKTION' 1938 BENTSCHEN/ZBASZYN 1941 RIGA ERMORDET                                                            | Rosenstraße 41 (Lage)                                  | 27. Okt. 2016  | |
|      | HIER WOHNTE SAUL LAMPELZ BEN HANOCH IZCHAK JG. 1920 FLUCHT 1937 PALÄSTINA                                                                           | Rosenstraße 41 (Lage)                                  | 27. Okt. 2016  | |
|      | HIER WOHNTE ROSA LAMPELZ VERH. PICKHOLZ JG. 1922 FLUCHT PALÄSTINA                                                                                   | Rosenstraße 41 (Lage)                                  | 27. Okt. 2016  | |
|      | HIER WOHNTE IGNATZ LENTSCHNER JG. 1873 ‚POLENAKTION‘ 1938 DEPORTIERT 1940 ERMORDET IN ŁODZ/LITZMANNSTADT                                            | Rotebühlplatz 37 (Lage)                                | 1. Apr. 2019   | |
|      | HIER WOHNTE LEA LENTSCHNER GEB. SKLAREK JG. 1881 ‚POLENAKTION‘ 1938 DEPORTIERT 1940 ERMORDET IN ŁODZ/LITZMANNSTADT                                  | Rotebühlplatz 37 (Lage)                                | 1. Apr. 2019   | |
|      | HIER WOHNTE RICHARD LENTSCHNER JG. 1903 FLUCHT 1938 USA                                                                                             | Rotebühlplatz 37 (Lage)                                | 1. Apr. 2019   | |
|      | HIER WOHNTE WALTER LENTSCHNER JG. 1906 FLUCHT 1933 USA                                                                                              | Rotebühlplatz 37 (Lage)                                | 1. Apr. 2019   | |
|      | HIER WOHNTE FRIEDERIKE BLOCH GEB. WERTHEIM JG. 1868 DEPORTIERT 1942 THERESIENSTADT ERMORDET 1942 TREBLINKA                                          | Rotebühlstraße 1c (Lage)                               |                | |
|      | HIER WOHNTE BERTA KAHN GEB. BAUERNFREUND JG. 1889 DEPORTIERT 1941 RIGA ERMORDET                                                                     | Sängerstraße 8 (Lage)                                  | 22. März 2016  | |
|      | HIER WOHNTE HANS MAX KAHN JG. 1916 FLUCHT 1934 SÜDAFRIKA                                                                                            | Sängerstraße 8 (Lage)                                  | 22. März 2016  | |
|      | HIER WOHNTE HEINZ KAHN JG. 1912 FLUCHT 1938 BOLIVIEN                                                                                                | Sängerstraße 8 (Lage)                                  | 22. März 2016  | |
|      | HIER WOHNTE SENTA SCHWARZ GEB. KAHN JG. 1910 FLUCHT 1936 USA                                                                                        | Sängerstraße 8 (Lage)                                  | 22. März 2016  | |
|      | WALTER SCHWARZ JG. 1908 FLUCHT 1936 USA | Sängerstraße 8 (Lage)                                  | 22. März 2016  | |
|      | HIER WOHNTE ANNE LIEBLICH JG. 1884 DEPORTIERT 26.4.1942 IZBICA ERMORDET                                                                             | Schickstraße 8 (Lage)                                  | 18. März 2008  | |
|      | HIER WOHNTE LEON LIEBLICH JG. 1860 DEPORTIERT 22.8.1942 THERESIENSTADT ERMORDET IN TREBLINKA                                                        | Schickstraße 8 (Lage)                                  | 18. März 2008  | |
|      | HIER WOHNTE EMMA MAAS GEB. STEINER JG. 1865 DEPORTIERT 1942 THERESIENSTADT TOT 1942                                                                 | Schloßstraße 27 (Ecke Kienestraße 39) (Lage)           | 19. Mai 2009   | |
|      | HIER WOHNTE DR. VIKTOR STEINER JG. 1876 DEPORTIERT 1942 THERESIENSTADT ERMORDET 1944 IN AUSCHWITZ                                                   | Schloßstraße 27 (Ecke Kienestraße 39) (Lage)           | 19. Mai 2009   | |
|      | HIER WOHNTE JOHANNA STEINER GEB. STEINER JG. 1887 DEPORTIERT 1942 THERESIENSTADT ERMORDET 1944 IN AUSCHWITZ                                         | Schloßstraße 27 (Ecke Kienestraße 39) (Lage)           | 19. Mai 2009   | |
|      | HIER WOHNTE ABRAHAM RIMPEL JG. 1880 VERHAFTET 1939 BUCHENWALD ERMORDET 18.12.1940 DACHAU                                                            | Sophienstraße 5 (Lage)                                 |                | |
|      | HIER WOHNTE ROSA RIMPEL JG. 1910 ABGESCHOBEN 1938 NACH POLEN ERMORDET 1942 IN EINEM KZ                                                              | Sophienstraße 5 (Lage)                                 |                | |
|      | HIER WOHNTE ALBERT FEIT JG. 1868 GEDEMÜTIGT / ENTRECHTET FLUCHT IN DEN TOD 10.1.1944                                                                | Sophienstraße 23A (Lage)                               | 11. Nov. 2006  | Zu Albert Feit existiert eine Opferbiografie. |
|      | HIER WOHNTE KLARA FEIT JG. 1898 EINGEWIESEN 1930 HEILANSTALT WINNENTAL ‚VERLEGT‘ 30.5.1940 GRAFENECK ERMORDET 30.5.1940 ‚AKTION T4‘                 | Sophienstraße 23A (Lage)                               |                | Zu Klara Feit existiert eine Opferbiografie. |
|      | HIER WOHNTE ARTHUR ESSINGER JG. 1857 DEPORTIERT THERESIENSTADT ERMORDET 18.11.1942                                                                  | Sophienstraße 33 (Lage)                                | 11. Nov. 2006  | |
|      | HIER WOHNTE KAROLINE ESSINGER GEB. ROSENTHAL JG. 1866 DEPORTIERT THERESIENSTADT ERMORDET 11.5.1944                                                  | Sophienstraße 33 (Lage)                                | 11. Nov. 2006  | |
|      | HIER WOHNTE ELSE MANDELBROD GEB. SCHÖNFELD JG. 1893 DEPORTIERT 1942 AUSCHWITZ ERMORDET 12.10.1944                                                   | Sophienstraße 33 (Lage)                                | 11. Nov. 2006  | |
|      | HIER WOHNTE LIESELOTTE MANDELBROD JG. 1925 DEPORTIERT 1942 AUSCHWITZ ERMORDET 12.10.1944                                                            | Sophienstraße 33 (Lage)                                | 11. Nov. 2006  | |
|      | HIER WOHNTE SIEGFRIED MANDELBROD JG. 1893 DEPORTIERT 1942 AUSCHWITZ ERMORDET 12.10.1944                                                             | Sophienstraße 33 (Lage)                                | 11. Nov. 2006  | |
|      | HIER WOHNTE FRITZ ROTHSCHILD JG. ... | Stafflenbergstraße 24 (Lage)                           | 21. Sep. 2020  | |
|      | HIER WOHNTE HELENE ROTHSCHILD ... | Stafflenbergstraße 24 (Lage)                           | 21. Sep. 2020  | |
|      | HIER WOHNTE ERICH ROTHSCHILD JG. ... | Stafflenbergstraße 24 (Lage)                           | 21. Sep. 2020  | |
|      | HIER WOHNTE ELLA SPIER JG. 1898 DEPORTIERT 1941 ERMORDET 1942 RIGA                                                                                  | Stitzenburgstraße 2 (Lage)                             | 14. Apr. 2012  | |
|      | HIER WOHNTE PAULINE SPIER GEB. HEIDENHEIMER JG. 1874 DEPORTIERT 1942 THERESIENSTADT ERMORDET 1944 AUSCHWITZ                                         | Stitzenburgstraße 2 (Lage)                             | 14. Apr. 2012  | |
|      | HIER WOHNTE LUDWIG ODENHEIMER JG. 1877 DEPORTIERT 1941 ERMORDET IN RIGA                                                                             | Stitzenburgstraße 5B (Lage)                            |                | |
|      | HIER WOHNTE HELENE ODENHEIMER GEB. HAHN JG. 1881 DEPORTIERT 1941 ERMORDET IN RIGA                                                                   | Stitzenburgstraße 5B (Lage)                            |                | |
|      | HIER WOHNTE HENRIETTE SCHLOSSBERGER GEB. BACHMANN JG. 1869 DEPORTIERT 1942 THERESIENSTADT TOT 3.9.1942                                              | Stitzenburgstraße 9 (Lage)                             |                | |
|      | HIER WOHNTE MAX KAHN JG. 1884 DEPORTIERT 1941 RIGA ERMORDET 1944                                                                                    | Stitzenburgstraße 17 (Lage)                            |                | |
|      | HIER WOHNTE HILDE KAHN GEB. PICK JG. 1896 DEPORTIERT 1941 RIGA ERMORDET 1942                                                                        | Stitzenburgstraße 17 (Lage)                            |                | |
|      | HIER WOHNTE ALBERT GERSON JG. 1878 DEPORTIERT 1.12.1941 RIGA ERMORDET 27.3.1942                                                                     | Theodor-Heuss-Straße 5 (Lage)                          | 6. Okt. 2009   | |
|      | HIER WOHNTE KAROLINE GERSON GEB. OTTENHEIMER JG. 1881 DEPORTIERT 1.12.1941 RIGA ERMORDET 27.3.1942                                                  | Theodor-Heuss-Straße 5 (Lage)                          | 6. Okt. 2009   | |
|      | HIER WOHNTE DR. MORITZ REISS JG. 1867 ZWANGSUMSIEDLUNG 1942 DELLMENSINGEN TOT 23.8.1942 AUF TRANSPORT NACH THERESIENSTADT                           | Theodor-Heuss-Straße 5 (Lage)                          | 6. Okt. 2009   | |
|      | HIER WOHNTE ANNA REISS GEB. MORGENSTERN JG. 1871 ZWANGSUMSIEDLUNG 1942 DELLMENSINGEN DEPORTIERT 1942 THERESIENSTADT ERMORDET 29.9.1942 IN TREBLINKA | Theodor-Heuss-Straße 5 (Lage)                          | 6. Okt. 2009   | |
|      | HIER WOHNTE EMMA ARM GEB. GUMBERICH JG. 1881 DEPORTIERT 1941 ERMORDET IN RIGA                                                                       | Tübinger Straße 18 (Lage)                              | 30. Sep. 2008  | |
|      | HIER WOHNTE HEINRICH ARM JG. 1882 DEPORTIERT 1941 ERMORDET IN RIGA                                                                                  | Tübinger Straße 18 (Lage)                              | 30. Sep. 2008  | |
|      | HIER WOHNTE ISAK FALK JG. 1888 DEPORTIERT 1942 THERESIENSTADT 1943 AUSCHWITZ ERMORDET                                                               | Uhlandstraße 14A (Lage)                                | 16. Mai 2024   | |
|      | HIER WOHNTE JOHANNA FALK GEB. EBSTEIN JG. 1897 DEPORTIERT 1942 THERESIENSTADT 1943 AUSCHWITZ ERMORDET                                               | Uhlandstraße 14A (Lage)                                | 16. Mai 2024   | |
|      | HIER WOHNTE FRITZ FALK JG. 1923 DEPORTIERT 1942 TRANSIT-GHETTO IZBICA ERMORDET                                                                      | Uhlandstraße 14A (Lage)                                | 16. Mai 2024   | |
|      | HIER WOHNTE CARRY FALK JG. 1925 DEPORTIERT 1942 THERESIENSTADT 1943 AUSCHWITZ ERMORDET                                                              | Uhlandstraße 14A (Lage)                                | 16. Mai 2024   | |
|      | HIER WOHNTE MEIER ROSENSTEIN JG. 1867 1941 ZWANGSALTENHEIM ESCHENAU DEPORTIERT 1942 THERESIENSTADT ERMORDET 24.6.1943                               | Uhlandstraße 14A (Lage)                                | 16. Mai 2024   | |
|      | HIER WOHNTE FRIEDA SÜSS-SCHÜLEIN JG. 1899 GEB. ROSENSTEIN JG. 1899 GEDEMÜTIGT / ENTRECHTET FLUCHT IN DEN TOD 27. MAI 1939 KATHARINENHOSPITAL        | Uhlandstraße 14A (Lage)                                | 16. Mai 2024   | |
|      | HIER WOHNTE DR. ERICH DESSAUER JG. 1887 DEPORTIERT 1943 THERESIENSTADT ERMORDET 31.10.1944 AUSCHWITZ                                                | Uhlandstraße 21 (Lage)                                 | 5. Okt. 2009   | |
|      | HIER WOHNTE MARGRIT SCHLOSS JG. 1932 DEPORTIERT 1941 RIGA ERSCHOSSEN 26.3.1942                                                                      | Urbanstraße 31C (Lage)                                 |                | |
|      | HIER WOHNTE BELLA SCHLOSS JG. 1894 DEPORTIERT 1941 RIGA ERSCHOSSEN 26.3.1942                                                                        | Urbanstraße 31C (Lage)                                 |                | |
|      | HIER WOHNTE ISIDOR LEMBERGER JG. 1875 'SCHUTZHAFT' GEFÄNGNIS REICHENBERG DEPORTIERT 1941 AUSCHWITZ ERMORDET 11.12.1941                              | Urbanstraße 33                                         | 6. Nov. 2023   | |
|      | HIER WOHNTE JENNY LEMBERGER GEB. DEUCHT JG. 1876 ZWANGSUMZUG 1939 ALTERSHEIM HERRLINGEN DEPORTIERT 1942 THERESIENSTADT 1944 AUSCHWITZ ERMORDET      | Urbanstraße 33                                         | 6. Nov. 2023   | |
|      | HIER WOHNTE MARIA SCHÄFER GEB. LEMBERGER JG. 1905 DEPORTIERT 1945 THERESIENSTADT BEFREIT                                                            | Urbanstraße 33                                         | 6. Nov. 2023   | |
|      | HIER WOHNTE ANNA 'ANNI' SCHECK GEB. LEMBERGER JG. 1906 VERSTECKT 1943 ÜBERLEBT TOT AN FOLGEN                                                        | Urbanstraße 33                                         | 6. Nov. 2023   | |
|      | HIER WOHNTE KLARA 'KLÄRE' LEMBERGER JG. 1907 FLUCHT 1939 ENGLAND                                                                                    | Urbanstraße 33                                         | 6. Nov. 2023   | Luisa Bleich: Ehemalige Rundfunk-Mitarbeiterin erhält Stolperstein. In: SWR.de (Südwestrundfunk). 6. November 2023, abgerufen am 28. Juli 2025. |
|      | HIER WOHNTE KLARA LEVI GEB. EPPSTEIN JG. 1869 DEPORTIERT 1942 THERESIENSTADT ERMORDET 29.9.1942 TREBLINKA                                           | Urbanstraße 66 (Lage)                                  |                | |
|      | HIER WOHNTE ‚SUSE ROSEN‘ SUSANNE ROSENTHAL JG. 1910 BERUFSVERBOT 1930 GEDEMÜTIGT / ENTRECHTET SCHWERKRANK/ÜBERLEBT                                  | Werastraße 9 (Eugenstaffel) (Lage)                     | 12. Nov. 2013  | |
|      | HIER WOHNTE ISIDOR LÖWENSTEIN JG. 1886 DEPORTIERT 1941 ERMORDET IN RIGA                                                                             | Wilhelmstraße 14 (Lage)                                |                | |
|      | HIER WOHNTE LORE LÖWENSTEIN GEB. LEVY JG. 1892 DEPORTIERT 1941 ERMORDET IN RIGA                                                                     | Wilhelmstraße 14 (Lage)                                |                | |